# Suomi KP31
Le Suomi KP/-31 est un pistolet-mitrailleur inventé en 1930 par l'ingénieur militaire finlandais Aimo Lahti et produit par l'entreprise Tikkakoski. Il descend du m/22 et du KP/-26, inventés par Lahti dans les années 1920. L’arme entre en service dans l’armée finlandaise au début des années 1930, qui l’utilise pendant la guerre d'Hiver et la guerre de Continuation non seulement dans son rôle prévu de pistolet-mitrailleur, mais aussi pour des tirs de précision. Il s’agit ainsi par exemple de l’arme de prédilection du sniper Simo Häyhä. Restée en service dans l’armée finlandaise jusque dans les années 1980, l’arme a été assez peu exportée, mais a été produite en grande quantité sous licence en Suède et en Suisse. Les Soviétiques se sont par ailleurs inspirés de certains de ses éléments, notamment le magasin tambour, pour améliorer les descendants du PPD 34, notamment le PPD 40 et le PPSh-41.
Sur le plan mécanique, le KP/-31 est une arme à culasse non calée, c’est-à-dire que celle-ci ne dispose pas de système de verrouillage et n’est maintenue en place lors du tir que par sa propre inertie. Outre une position de sécurité, un sélecteur permet de choisir entre les modes automatique ou semi-automatique. L’alimentation en cartouches de 9 × 19 mm Parabellum se fait par magasins. Plusieurs types existent, le plus populaire étant un magasin-tambour pouvant contenir soixante-dix cartouches.

## Développement et production

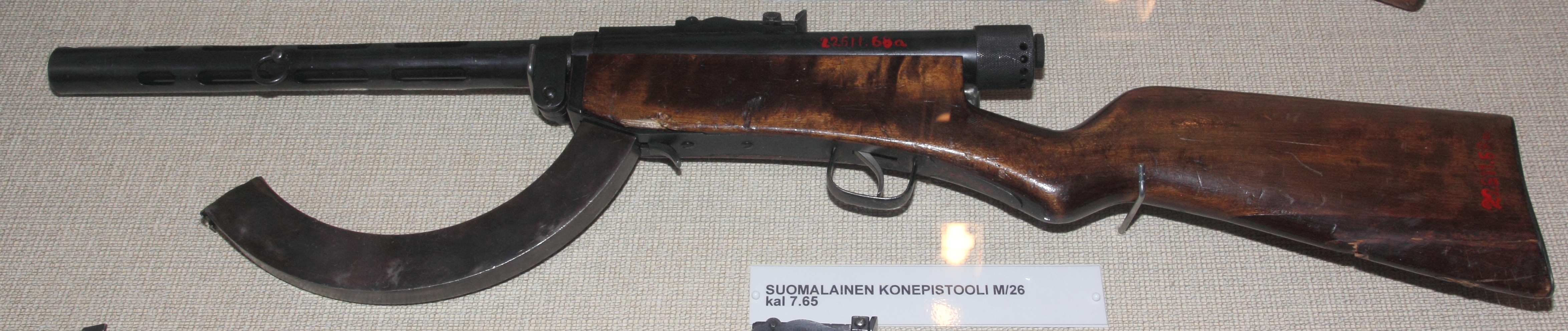
Le Suomi KP/-26 en 7,65 doté de son chargeur courbe.

À la fin des années 1920, l’armée finlandaise est essentiellement équipée de fusils Mosin-Nagant M1891 capturés pendant la guerre civile de 1918 et ne dispose que d’environ 1500 pistolets-mitrailleurs Bergmann M/20. Le coût élevé du M/20 étant un problème, l’ingénieur finlandais Aimo Lahti se lance en 1921 dans la conception de sa propre mitraillette. Ses efforts aboutissent en 1922 à la m/22, mais celle-ci ne rencontre pas le succès escompté, faute d’intérêt du ministère de la Défense. Lahti poursuit donc l’amélioration de son concept et une nouvelle version de l’arme, ultérieurement nommée KP/-26, entre en production en août 1924. Bien que jugeant l’arme intéressante, l’armée finlandaise lui trouve des défauts rédhibitoires, en particulier le fait que les magasins sont adaptés individuellement et ne sont ainsi pas interchangeables entre différents exemplaires de l’arme. Par conséquent, seuls cent exemplaires sont produits.
Lahti reprend le travail d’amélioration et aboutit en 1930 au KP/-31, dont le système d’alimentation en munition est repensé, améliorant la fiabilité, la cadence de tir et permettant l’usage de magasins de grande capacité interchangeables. L’arme est évaluée par l’armée finlandaise entre la fin de l’année 1930 et le début de l’année 1931, mais la première commande de cent exemplaires n’arrive qu’en octobre 1931. Ces armes n’apportent pas entière satisfaction aux militaires, qui les modifient en ajoutant un frein de bouche. Cette modification suscite la colère de Lahti, qui considère qu’elle affecte les performances et la fiabilité de sa création. Au total, plus de 52 600 KP/-31 ont été livrés à l’armée finlandaise.

## Histoire opérationnelle
Le KP/-31 entre en service dans l’armée finlandaise au début des années 1930. Il y est alors employé essentiellement comme une mitrailleuse légère utilisée en semi-automatique, le manuel recommandant de n’utiliser l’automatique qu’en cas de combat intense et seulement sous la forme de rafales très courtes. L’expérience de la guerre d’hiver montre toutefois que cette doctrine n’est pas réaliste, la puissance d’arrêt d’une seule balle de 9 mm n’étant pas suffisante pour stopper un adversaire. Dans ces conditions, l’arme prend un rôle plus individuel, remplacée par le DP-28 pour le rôle de mitrailleuse légère, tandis que l’usage du mode automatique et du tir arme à la hanche deviennent plus fréquents.
L’évolution de la doctrine se traduit par une augmentation du nombre de KP/-31 par peloton : deux dans les années 1930, quatre en 1940, huit en 1943 et douze en 1944. Toutefois la production a des difficultés à suivre ces augmentations et ces chiffres ne sont pas toujours atteints du fait de la pénurie d’armes. Afin de compenser leur faible nombre d’armes, les tireurs Finlandais sont souvent accompagnés d’un ou deux pourvoyeurs de munitions, ce qui leur permet de tirer presque en continu. Cette manière de procéder, combinée à des tactiques d’embuscade et au manque de préparation des Soviétiques, permet à un seul mitrailleur d’infliger des pertes considérables, souvent supérieures à cinquante hommes en un affrontement.
Le mode semi-automatique reste toutefois utilisé, car le KP/-31 est également utilisé pour des tirs de précision visant en particulier les officiers soviétiques. Les armes ayant cet usage font la plupart du temps l’objet d’un ajustage fin des éléments mécaniques et du canon afin de maximiser leur précision. Le tireur d’élite Simo Häyhä revendique ainsi environ deux cents victimes faites avec le KP/-31. À la fin de la guerre pour la Finlande en octobre 1944 l’armée finlandaise dispose encore de 40 100 KP/-31. Le stock augmente encore dans les années d’après-guerre pour atteindre 53 600 exemplaires en 1957.

## Exportations
Les exportations du KP31 ont été relativement limitées. Un petit nombre semble avoir été utilisé par les Républicains pendant la guerre civile espagnole, mais il n’est pas clairement établi si ces armes leur étaient destinées ou ont été capturées. Le principal acheteur est la Bulgarie, qui en commande cinq mille exemplaires. Quelques autres pays en ont commandés de plus petites quantités : quelques centaines pour l’Allemagne, 380 pour la Suède, 32 pour le Danemark, 500 pour la Croatie et 100 pour la Suisse. Ces deux derniers pays ont commandé ultérieurement respectivement 750 et 5000 exemplaires supplémentaires, mais ces armes n’ont pas été livrées, de même que les 5000 exemplaires commandés par la Roumanie. La France, le Royaume-Uni et les États-Unis ont exprimé leur intérêt, qui n’a toutefois pas débouché sur des commandes. La faiblesse de ces exportations est toutefois relative quand y sont ajoutés les dizaines de milliers d’exemplaires produits sous licence dans d’autres pays, notamment en Suède et en Suisse.

## Caractéristiques

### Disposition générale
La disposition générale du KP/-31 est la même que celle de la plupart des pistolets-mitrailleurs conçus dans les années 1920. Une seule pièce en bois comprend la crosse de type fusil et la partie inférieure de la carcasse, sur laquelle est fixée le bloc mécanique et la partie supérieure, métallique de la carcasse. Le principal trait distinctif de l’arme est son manchon, qui entoure le canon et est percé de trois longues fentes horizontales tous les 45°. L’arme est équipée de mires métalliques permettant un réglage pour les distances de 100, 200 et 300 m. Ces mires et la qualité de l’assemblage mécanique permettent une précision supérieure à celle des autres pistolets-mitrailleurs : les témoignages abondent ainsi sur des tirs ayant touchés la tête d’un écureuil ou d’un oiseau à cinquante mètres
Les premiers exemplaires disposent entre le magasin et le pontet d’une poignée pistolet, qui a par la suite été supprimée. Cette suppression oblige l’opérateur à agripper la partie horizontale en bois, réduisant la stabilité du tir, ou le magasin, au risque de le décrocher ou de l’endommager.

### Mécanisme
Le KP/-31 fait partie de la famille des armes à culasse non calée, c’est-à-dire que celle-ci ne dispose d’aucun système de verrouillage. Lorsqu’il est armé, la culasse est en position arrière avec le ressort récupérateur maintenu en tension. La pression sur la queue de détente libère la culasse qui est propulsée en avant sous l’effet de la tension et chambre une cartouche lorsqu’elle passe au droit du puits du magasin. Le percuteur, qui dépasse de l’avant de la culasse, entraîne la mise à feu de la cartouche avant que la culasse ne soit totalement immobilisée, mais l’inertie de celle-ci est suffisante pour contrebalancer la pression générée par la combustion des gaz le temps que la balle quitte le canon. Passé ce moment, l’inertie de la culasse est dissipée et elle est alors repoussée en arrière sous l’effet de la pression résiduelle. Ce mouvement est accompagné de l’éjection de l’étui et comprime le ressort récupérateur, réarmant le mécanisme pour le tir suivant.
La position de sécurité et la sélection du mode de tir sont assurés par un même sélecteur en forme de T inversé situé au niveau du pontet. Lorsque le sélecteur est en position de sécurité, l’arme est sécurisé par le verrouillage de la culasse en position avant. Toute tentative d’armer le mécanisme lorsque le sélecteur est en position de sécurité résulte en un enraiement qui ne peut être résolu que par le démontage de l’arme. Cette précaution est nécessaire, car un choc sur une arme armée et chargée peut entraîner un tir accidentel, voire plusieurs si l’arme est en mode automatique.

### Munitions
Alors que les M/20, M/22 et KP/-26 tirent la cartouche 7,65 × 21 mm Parabellum, le KP/-31 abandonne cette munition au profit de la 9 × 19 mm Parabellum. Les munitions utilisées par l’armée finlandaise sont en grande partie produites localement par les entreprises de fabrication de munitions Valtion patruunatehdas (VPT) et Oy Suojeluskuntain Ase-ja Konepaja Oskeyhtio AB (SAKO). La production étant insuffisante pour répondre aux besoins pendant la guerre de Continuation, les Finlandais importent également des munitions de ce calibre d’Allemagne et des États-Unis.
Différents types de magasins peuvent être utilisés, avec des contenances allant de vingt à soixante-dix cartouches,. À sa sortie, l’arme est accompagnée d’un magasin droit contenant théoriquement vingt-cinq cartouches, mais qui n’est presque jamais rempli au-delà de vingt, le ressort n’ayant pas assez de force pour faire remonter correctement les munitions lorsque le magasin est plein. Ceci ainsi que d’autres problèmes de fiabilité amènent à son abandon rapide, bien que la production reprenne temporairement pendant la guerre d’hiver afin de pallier les pénuries d’autres types, d’autant que le magasin-tambour de quarante cartouches prévu pour le remplacer se révèle encore moins fiable.
Un autre magasin-tambour pouvant contenir soixante-dix cartouches est produit pour l’armée finlandaise à partir de janvier 1936. Ce modèle très utilisé par les Finlandais est par la suite copié par les Soviétiques pour leur pistolet-mitrailleur PPSh-41, lui-même copié ensuite par la Chine. Un autre magasin-tambour de soixante coups à la conception proche de celui de la mitraillette Thompson n’est en revanche pas adopté.
De conception suédoise et produit sous licence par Tikkakoski Oy à partir de 1940, le magasin surnommé « cercueil » a une contenance de cinquante cartouches stockés par rangs de quatre. Bien que fréquemment utilisé, il est fortement critiqué par les soldats finlandais pour sa masse importante, la difficulté à le remplir et son manque de fiabilité lorsqu’il est plein, ce qui amène à souvent l’utiliser en sous-capacité. À partir de 1954, l’armée finlandaise utilise également pour le KP/-31 le magasin du Carl Gustav m/45 suédois.
Les magasins sont rarement transportés dans des poches dédiées, mais plutôt en vrac dans des musettes ou le sac à dos. Ils sont par ailleurs généralement munis d’un œillet ou d’un anneau permettant de les accrocher à la ceinture par une lanière.

### Accessoires
Le KP/-31 dispose de peu d’accessoires. Les principaux sont le traditionnel kit d’entretien composé d’une bouteille d’huile et de différents goupillon, le chargeur et la sangle, qui est en cuir marron ou vert. Plus inhabituel, un canon de rechange figure parmi les accessoires standards. Celui-ci est réglé pour s’adapter précisément à l’arme qu’il accompagne et peut remplacer le canon d’origine si celui-ci est endommagé par une surchauffe ou une balle coincée à l’intérieur.

## Variantes

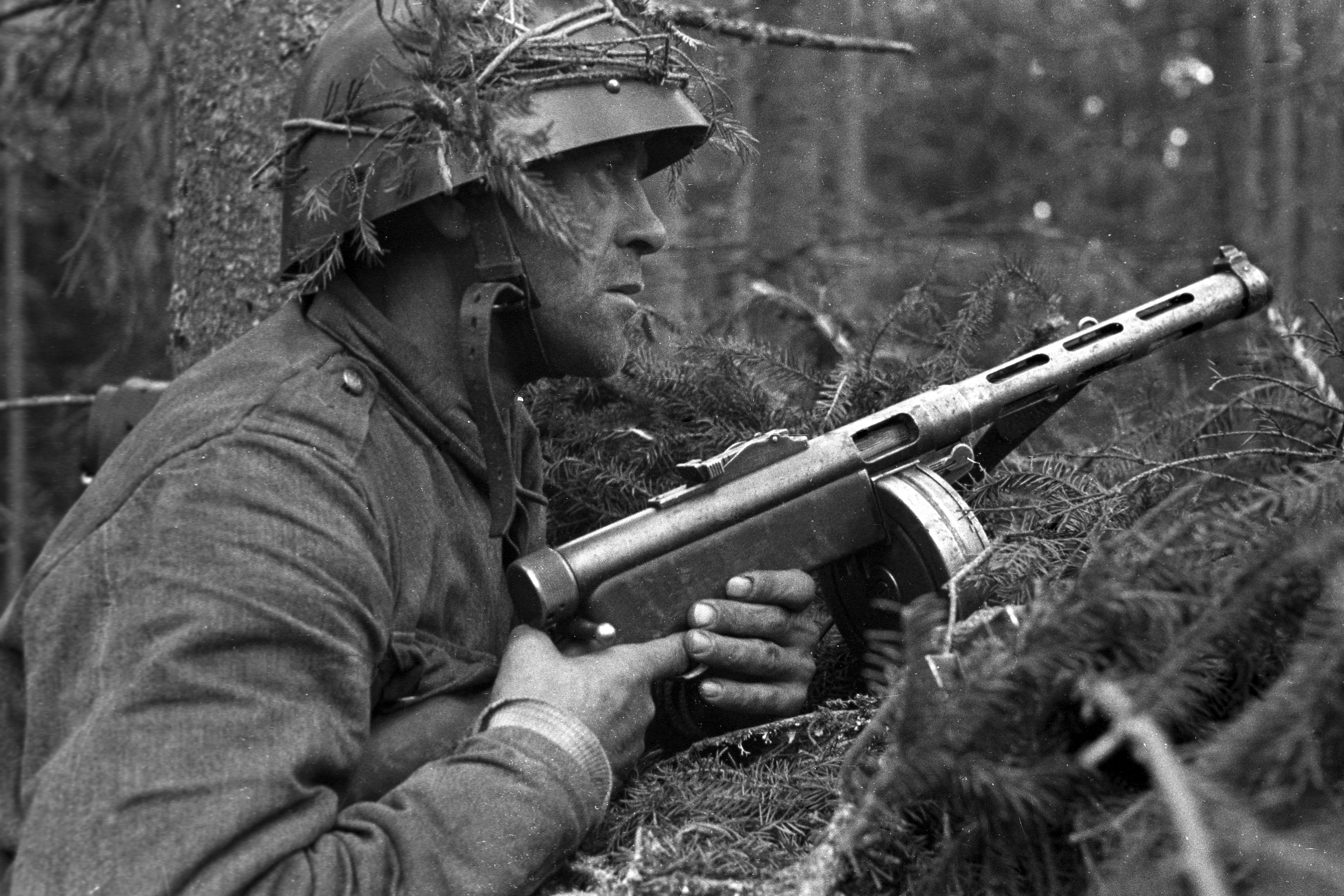
Un militaire finlandais armé du KP31, en juillet 1944.

### Korsu Suomi
La conception de la Korsu Suomi débute en même temps que la construction de la ligne Mannerheim afin de pouvoir disposer d’un pistolet-mitrailleur pouvant tirer depuis les bunkers. Le KP/-31 standard n’est en effet que difficilement utilisable du fait de l’encombrement de sa crosse et du diamètre du manchon entourant le canon. La nouvelle variante est adoptée par l’armée finlandaise en septembre 1939, mais la guerre d’hiver ralentit la production d’exemplaires complet au profit de kits de conversion pour le KP/-31 standard. Une version améliorée entre toutefois en production en 1941. La Korsu Suomi reste en service dans les fortifications finlandaises jusque dans les années 1970.
La Korsu Suomi se distingue facilement du modèle standard par l’absence de crosse, qui est remplacée par une poignée pistolet, ainsi que par son canon plus long et fin. Les exemplaires produits après 1941 se distinguent également des exemplaires antérieurs à leur canon plus long, celui-ci ayant été porté de 38,5 cm à 43,5 cm afin d’éviter le refoulement des gaz de combustion dans le bunker.
Dans le même esprit, une version pouvant être adaptée aux chars T-26 est conçue après la guerre d’hiver. Afin de pouvoir tirer par un sabord frontal, l’arme est modifiée de manière semblable à la Korsu Suomi, avec une poignée pistolet et par un manchon adaptable sur le sabord. En cas d’évacuation, l’équipage peut la retirer du sabord et l’utiliser pour son autodéfense. Le concept se révèle toutefois assez décevant, l’arme faisant double-emploi avec la mitrailleuse DP-28 déjà montée sur ces chars. Par conséquent, la production se limite à quarante exemplaires et seulement vingt-quatre chars équipés.

### Suhini Suomi
La Suhini Suomi est une variante expérimentale à silencieux intégré développée au début des années 1990 par BR-Tuote, une entreprise fabriquant des accessoires pour armes à feu. Le canon est remplacé par un silencieux intégral composé de perforations et de déflecteurs. Les premières réduisent la pression en sortie de bouche de sorte que la balle quitte le canon à vitesse subsonique, supprimant le bang supersonique de celle-ci, tandis que les seconds ralentissent et diffusent l’expansion des gaz, réduisant ainsi l’onde de choc en sortie de bouche.

### Lance-flammes
De manière plus inhabituelle, le KP/-31 sert également de base à un lance-flammes artisanal produit en 1944 au sein du premier régiment d’infanterie. Produit à une quarantaine d’exemplaires, il conserve la carcasse du pistolet-mitrailleur avec à la place du canon un tuyau connecté à un réservoir porté sur le dos de l’opérateur. Après la Seconde Guerre mondiale, quelques exemplaires restent en service dans les gardes-frontières jusque dans les années 1970.

### Variantes produites sous licence
La Suède a produit sous licence plusieurs dizaines de milliers d’exemplaires à l’usine d’Husqvarna. Les Suédois produisent d’abord une variante chambrée en 9 x 20 mm Browning Long, le kpist m/37, mais passent dès 1939 au kpist m/37-38, qui utilise la même cartouche que le KP/-31. Il se distingue toutefois du KP31 d’origine par la forme de sa crosse et son canon plus court. produit jusqu’en 1940, le kpist m/37-38 a été exporté au Danemark, en Norvège, en Égypte et en Indonésie. Le kpist m/37-39 F est simplement la désignation suédoise du KP/-31 produit en Finlande.
Le deuxième producteur étranger après la Suède est la Suisse. Outre l’import d’une centaine d’exemplaires en 1942, désignés localement sous le nom MP43, les Suisses obtiennent en même temps une licence pour les faire produire par Hispano-Suiza. Environ 22500 exemplaires de ces armes désignées MP 43/44 ont été produits. Cette variante suisse est, à l’exception des mires, identique au modèle d’origine et a notamment été utilisé par la garde pontificale jusque dans les années 1970.
Le Danemark a également produit environ 1 400 exemplaires sous la désignation m/41. Destinées à l’armée danoise, ces armes ont été en grande partie saisies par l’Allemagne après l’invasion du pays en 1940 et la production ne s’est pas poursuivie au-delà de cette date. Enfin les Soviétiques ont produit sans licence et en faibles quantités une copie du KP/-31 chambrée en 7,62 × 25 mm TT. Le PPD-40 et son successeur le PPSh-41 ont été en partie influencés par le KP/-31 mais descendent des PPD-34/38 et n’en sont pas des variantes.

### Copies américaines
L’import de KP/-31 fonctionnels aux États-Unis n’étant pas possible, quelques entreprises, comme TNW Firearms et Century International Arms en produisent des reproductions modifiées afin d’être conformes à la législation sur les armes à feu. Ces reproductions présentent un mélange de parties produites aux États-Unis et à l’étranger, sont bloquées en tir semi-automatique uniquement et ont un canon de 406 mm afin d’être considérées comme des fusils.

### Caractéristiques techniques
| Modèle                                | KP/-26                        | KP/-31                                                                 |
| ------------------------------------- | ----------------------------- | ---------------------------------------------------------------------- |
| Longueur                              | 927 mm                        | 860 mm 870 mm 925 mm (version SJR)                                     |
| Masse à vide                          | 4420 g                        | 4650 g                                                                 |
| Masse chargée                         |                               | env. 7000 g                                                            |
| Fonctionnement                        |                               |                                                                        |
| Modes de tir                          |                               |                                                                        |
| Longueur canon                        |                               | 305 mm                                                                 |
| Rainurage du canon                    | Six rainures vers la droite   | Six rainures vers la droite                                            |
| Cartouche                             | 7,65x22                       | 9x19 mm Parabellum                                                     |
| Alimentation                          | Magasin incurvé 36 cartouches | Magasin-tambour 40 ou 70 cartouches Magasin droit 20 ou 50 cartouches, |
| Cadence de tir (environ)              | 750 coups par minute          | 800 coups par minute 750-900 coups par minute                          |
| Vitesse de sortie de bouche (environ) | 380 m/s                       | 380 m/s                                                                |